# Пристань (Ахтырский городской совет)
Пристань (укр. Пристань) — село, Ахтырский городской совет, Сумская область, Украина.
Код КОАТУУ — 5910290007. Население по переписи 2001 года составляло 7 человек .

## Географическое положение
Село Пристань находится на левом берегу реки Ворскла,
выше по течению на расстоянии в 2 км расположено село Козятин.
Река в этом месте извилистая, образует лиманы, старицы и заболоченные озёра.
К селу примыкает большой лесной массив (сосна).